# Acanthocardia aculeata
El berberecho espinoso (Acanthocardia aculeata) es una especie de almeja de agua salada, molusco bivalvo marino, perteneciente a la familia Cardiidae. El género Acanthocardia está presente desde el Oligoceno Superior hasta la actualidad.

## Descripción
La concha de Acanthocardia aculeata puede alcanzar un tamaño de 50–115 mm. Esta es robusta, ampliamente ovalada, con un perfil en forma de corazón, con dos valvas iguales y abultadas, con bordes almenados. La superficie muestra 20-22 costillas radiales prominentes, con filas de espinas afiladas, especialmente en los lados. La coloración básica suele ser marrón pálido. El interior es blanco, con ranuras que se extienden por todo el interior.

## Distribución y hábitat
El berberecho espinoso se puede encontrar en el mar Mediterráneo y en el Atlántico nororiental. Esta especie está presente en arenas fangosas sublitorales. Estos moluscos se alimentan de fitoplancton.